# 会津坂本駅
会津坂本駅（あいづさかもとえき）は、福島県河沼郡会津坂下町大字坂本字上新田丁（かみしんでんてい）にある、東日本旅客鉄道（JR東日本）只見線の駅である。

## 歴史
- 1928年（昭和3年）11月20日：開業[1][2]。一般駅[2]。
- 1971年（昭和46年）8月29日：貨物および荷物の取り扱いを廃止[3]。駅無人化[4]。
- 1984年（昭和59年）4月：有蓋貨車を改造した駅舎に改築[5]。
- 1987年（昭和62年）4月1日：国鉄分割民営化により、JR東日本の駅となる[2][6]。

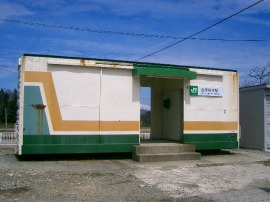
塗り直し前の駅舎（2006年4月）

## 駅構造
単式ホーム1面1線を有する地上駅である。駅舎は、1984年（昭和59年）に設置されたワラ1形有蓋貨車を再利用したもので、貨物用ホームが残っている。
かつては、1927年（昭和2年）に建設された木造駅舎を有した有人駅だったが、現在は会津若松駅管理の無人駅である。

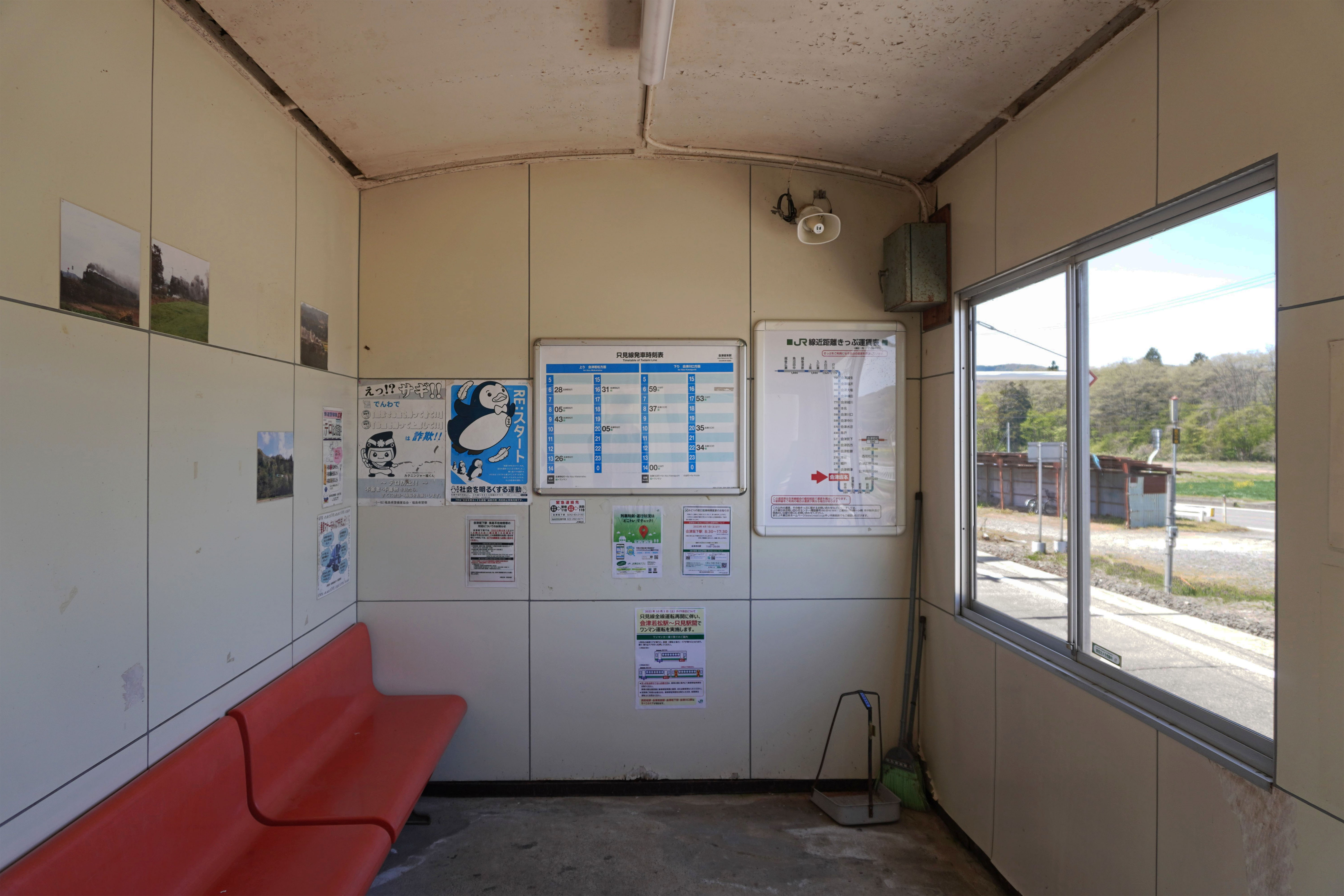
待合室（2023年4月）
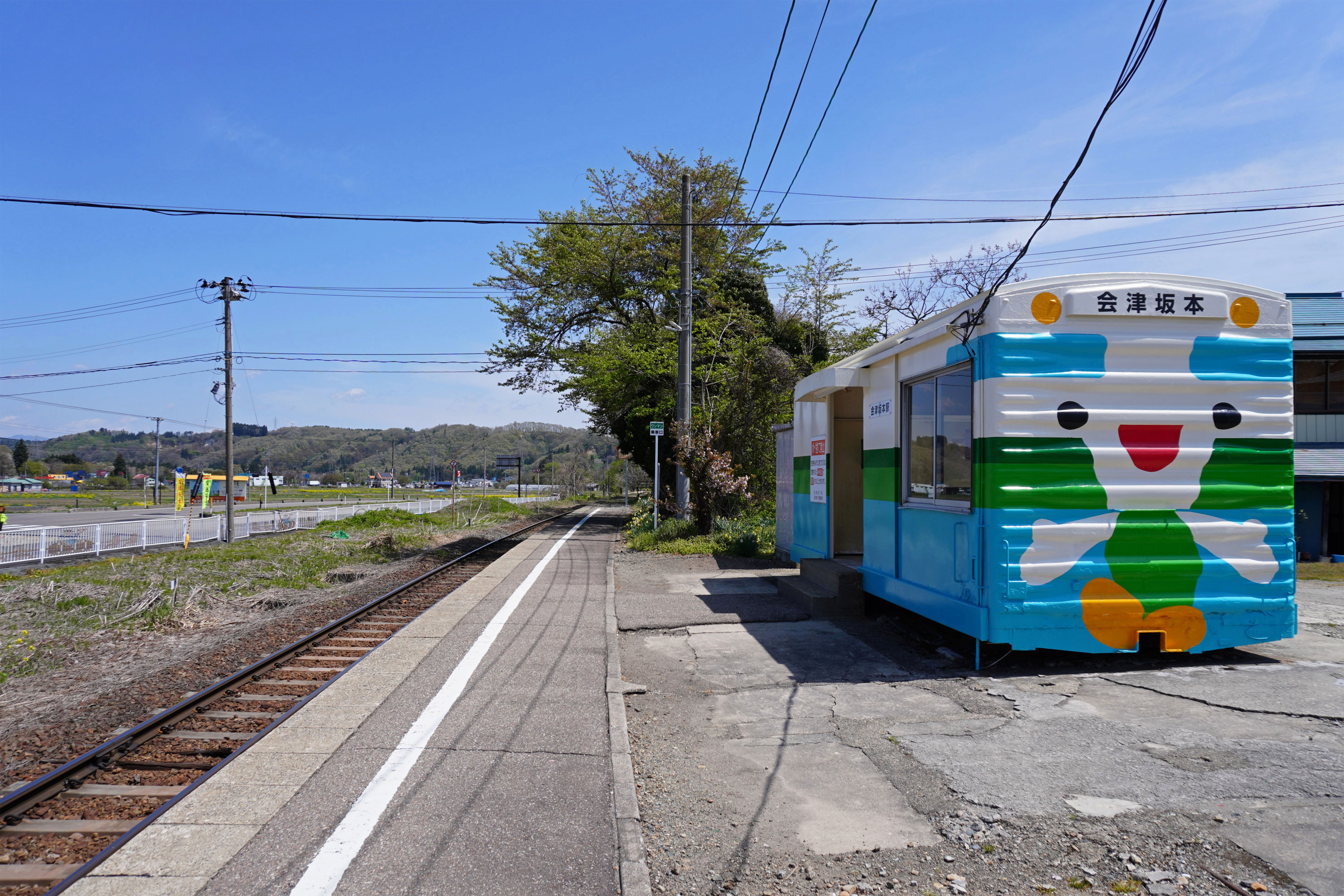
ホーム（2023年4月）

## 利用状況
「福島県統計年鑑」によると、2000年度（平成12年度）- 2004年度（平成16年度）の1日平均乗車人員の推移は以下のとおりであった。
| 乗車人員推移       | 乗車人員推移     | 乗車人員推移 |
| 年度               | 1日平均 乗車人員 | 出典         |
| ------------------ | ---------------- | ------------ |
| 2000年（平成12年） | 47               | [ 7 ]        |
| 2001年（平成13年） | 41               | [ 8 ]        |
| 2002年（平成14年） | 47               | [ 9 ]        |
| 2003年（平成15年） | 36               | [ 10 ]       |
| 2004年（平成16年） | 33               | [ 11 ]       |

## 駅周辺
- 国道49号
- 国道252号
- 福島県道151号山都柳津線
- 福島県道224号会津坂本停車場線
- 磐越自動車道 会津坂下インターチェンジ
- 会津乗合自動車「坂本駅前」停留所

## 隣の駅
東日本旅客鉄道（JR東日本）
■只見線
塔寺駅 - 会津坂本駅 - 会津柳津駅